# Dorfkirche Dobbrikow

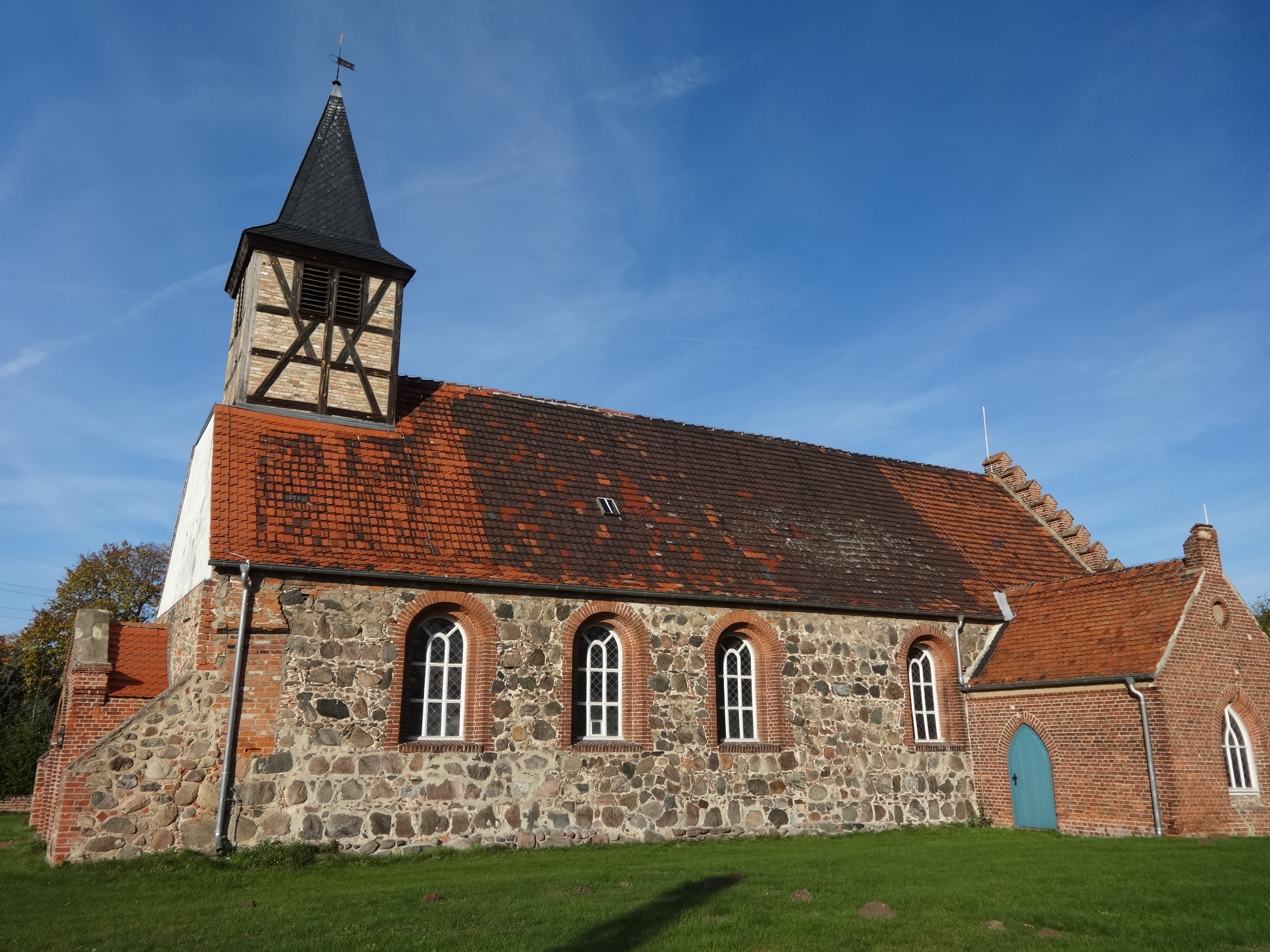
Dorfkirche in Dobbrikow

Die Dorfkirche Dobbrikow ist eine Feldsteinkirche aus dem 12. Jahrhundert in dem gleichnamigen Ortsteil Dobbrikow der Gemeinde Nuthe-Urstromtal im Landkreis Teltow-Fläming in Brandenburg. Die zugehörige Kirchengemeinde gehört zum Pfarrsprengel Bardenitz-Dobbrikow im Kirchenkreis Zossen-Fläming der Evangelischen Kirche Berlin-Brandenburg-schlesische Oberlausitz.

## Geschichte

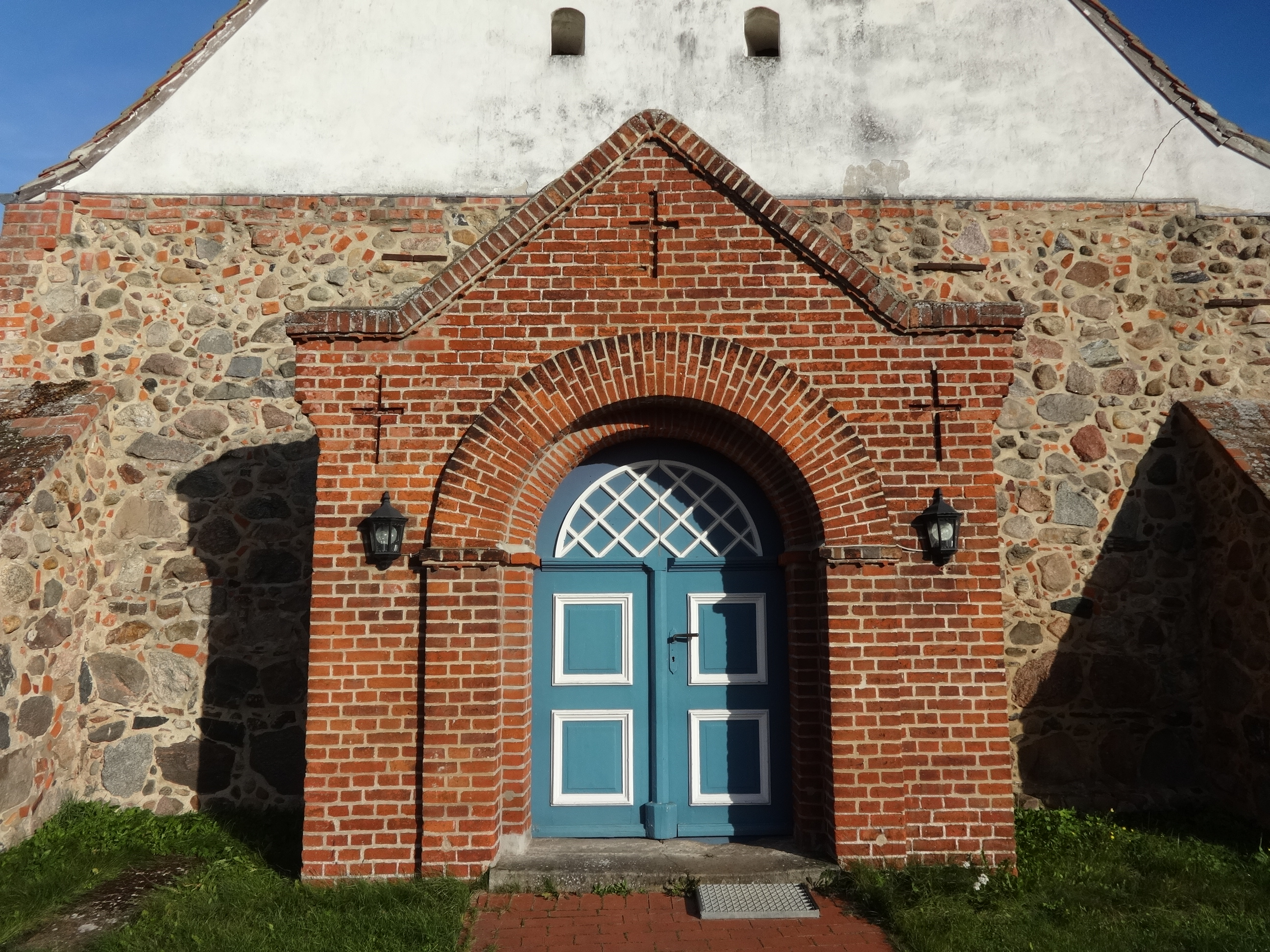
Westportal

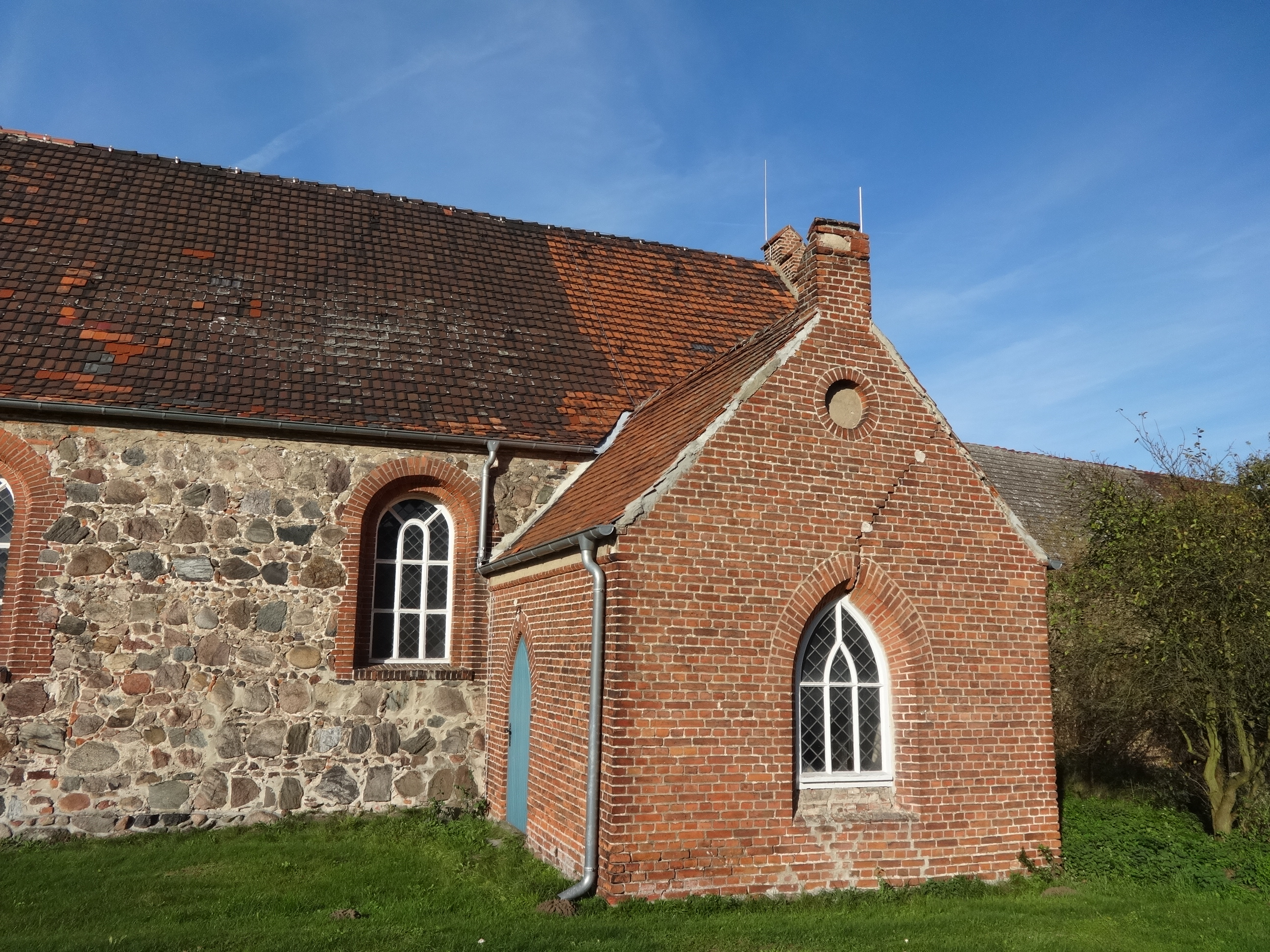
Sakristei

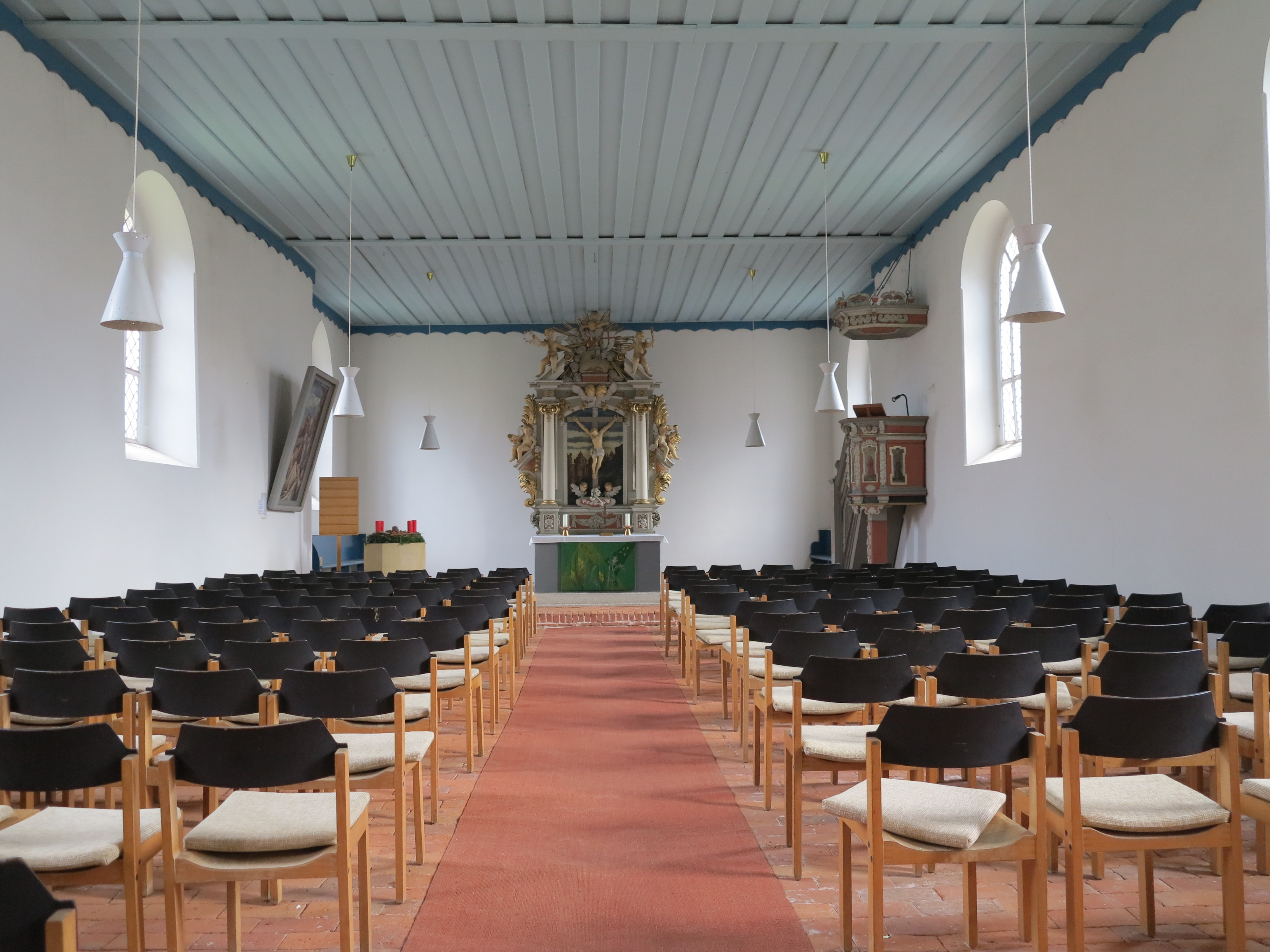
Blick ins Innere der Kirche in Dobbrikow

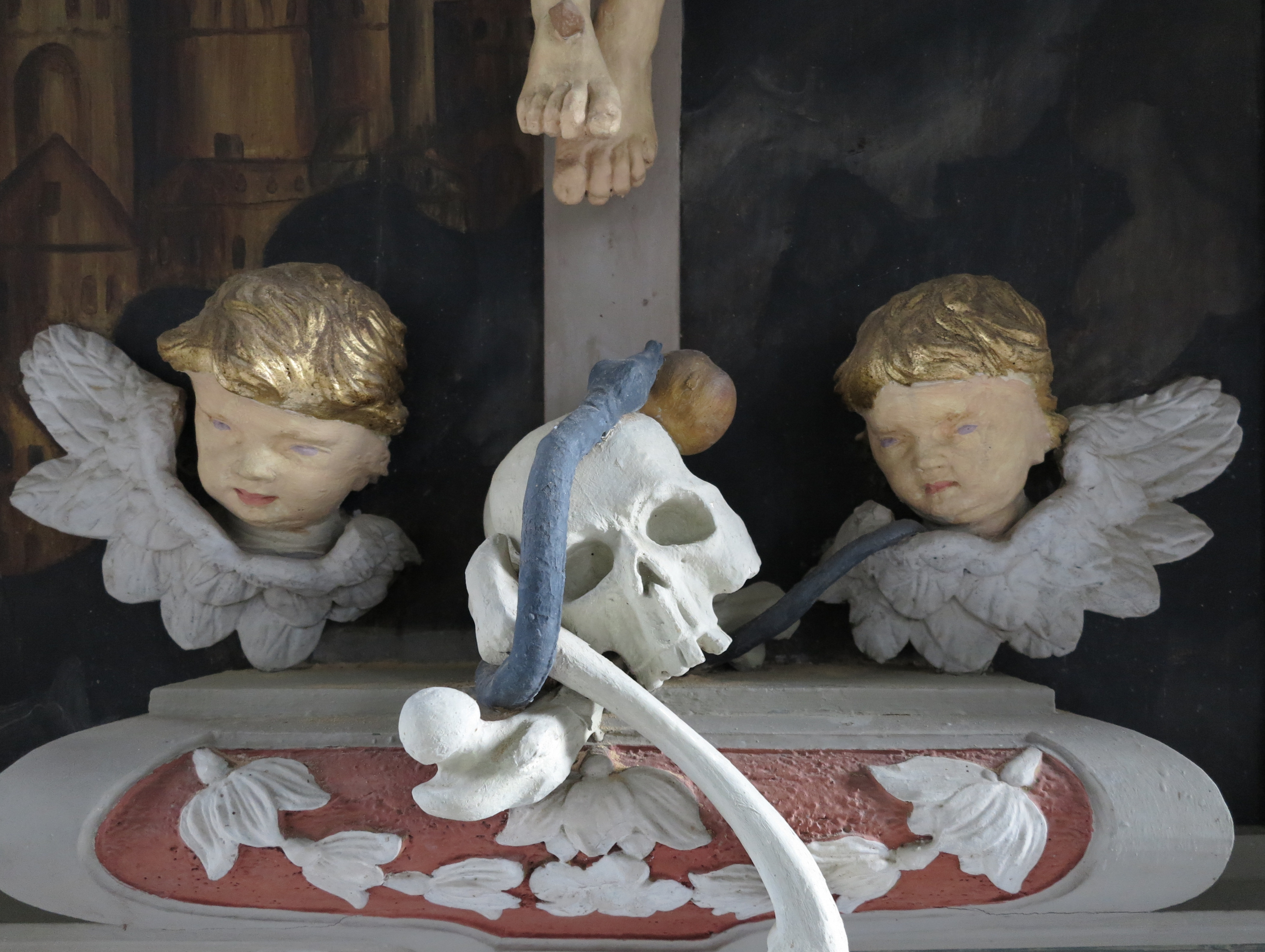
Seltene Darstellung des Sündenfalls, die Schlange hält den Apfel des Sündenfalls im Maul und windet sich über den Schädel Adams als Symbol der Sterblichkeit des Menschen.

Das Bauwerk wurde zunächst vermutlich nicht als Sakralbau, sondern historischen Überlieferungen zufolge in den Jahren 1184 bis 1194 als feudaler Profanbau errichtet. Es beinhaltete zwar bereits eine Kapelle, diente aber der Abwehr von Feinden. Mit der Gründung der Mark Brandenburg durch Albrecht den Bären entfiel diese Funktion und das Bauwerk ging auf Anweisung des Ritters Ludolf von Stangenhagen an das dortige Bistum über. 1307 übernahmen Mönche aus dem Zisterzienserkloster Lehnin das Gebäude. Sie bauten den Profanbau vermutlich im 15. Jahrhundert im gotischen Stil um und widmeten ihn zur Kirche um. Um 1700 entstand oberhalb des Westgiebels der Turm aus Fachwerk. 1860 brach man die westliche Giebelmauer durch und stellte so den Turmeingang her. 1863 endeten die Bestattungen auf dem Friedhof mit der Neueröffnung einer Begräbnisstätte im benachbarten Nettgendorf. 1895 erhielt der Turm eine Turmuhr sowie eine Orgel. 1889 baute die Kirchengemeinde über den Altargiebel hinaus einen Anbau und fügte eine Sakristei an. Sie steht auf Fundamentresten, die vermutlich zu der alten Kapelle aus dem 12. Jahrhundert gehören. Die Kirchenweihe fand am 5. Juli 1889 statt. Im Zweiten Weltkrieg wurde die Kirche stark beschädigt und erst 1956 auf Initiative des Pfarrers Heinemann-Grüder wiederhergestellt.
Die Kirchengemeinde gehört im 21. Jahrhundert zum Pfarrsprengel Bardenitz-Dobbrikow im Kirchenkreis Zossen-Fläming. Sie wird vom Pfarramt in Pechüle in Treuenbrietzen verwaltet.

## Architektur
Die Saalkirche ist nicht exakt geostet, sondern weicht um 30° in Richtung Süden ab. Sie besteht aus in Reihen geschichteten, nicht behauenen Feldsteinen, deren Zwischenräume mit kleineren, ebenfalls unbehauenen Steinen aufgefüllt wurde. Der Anbau aus dem Ende des 19. Jahrhunderts sowie die Sakristei wurden im neugotischen Stil errichtet. Sie setzen sich deutlich von dem ursprünglichen Bau ab. An der Nordseite des Anbaus ist ein tiefer gesetztes, Spitzbogenfenster eingelassen. Am Kirchenschiff befinden sich an der Nord- und an der Südseite drei gleich große, korbbogenförmige Fenster, deren Gewände mit roten Mauerziegeln zweifach gestuft eingefasst sind. Ein weiteres, gleich großes Fenster in identischer Bauausführung ist mit einigem Abstand auf der Höhe des ehemaligen Chores auf beiden Seiten des Kirchenschiffs vorhanden. Das Schiff selbst schließt oberhalb der Dachtraufe mit einem schlichten Satteldach ab. In der Chorwand sind im unteren Bereich drei halbkreisförmige Blenden als Symbol für die Trinität eingelassen, die grau verputzt sind und von denen die mittlere erhöht ist. Der Giebel ist mit einem Gesims abgetrennt und mit sieben weiteren Blenden verziert, deren Höhe nach außen stetig abnimmt.
Die Sakristei an der Südseite des Chores ist aus rötlichen Mauerziegeln errichtet, die im Kreuzverband verlegt wurden. An der Südseite befindet sich ein tief gesetztes, neugotisches Fenster, dessen Bogen ebenfalls mit Mauerziegeln gestaltet wurde. Im darüber liegenden Giebel ist eine kreisförmige Blende zu sehen. Der Raum kann von außen durch eine schlichte, grau gestrichene Holztür von Westen aus betreten werden. Das Satteldach ist mit roten Dachziegeln gedeckt.
An der weiß verputzten Giebelseite des Westturms befinden sich Windfangmauern aus Feldstein. Baufachleute vermuten, dass es sich um die Überreste eines Wehrturms aus dem Mittelalter handelt. Es kann aber auch sein, dass in der ersten Nutzungsphase des Gebäudes an dieser Stelle eine Vorhalle existierte.
Oberhalb des Giebels schließt sich der Kirchturm an, der aus Fachwerk errichtet wurde. Im oberen Bereich befinden sich an jeder Seite je zwei Klangarkaden, hinter denen die beiden zwei Glocken aus Bronze aus den Jahren 1613 und 1948 hängen. Die ältere hat den Schlagton c, die neuere den Schlagton es. Der Turmhelm ist mit schwarzem Schiefer verkleidet und wird von einer Wetterfahne und einem abschließenden Kreuz gekrönt. Unterhalb des Turms befindet sich ein vorgesetzter Anbau aus roten Mauerziegeln, in die ein zweifach gestuftes, rundbogenförmiges Portal eingelassen ist. Es ist mit drei Kreuzen verziert. Der Zugang erfolgt über eine doppelflügelige, blau-weiß gestrichene Kassettentür.

## Ausstattung
Die Kirchenausstattung wird in einem Kirchenführer als „recht einfach“ bezeichnet. Der hölzerne Altar ist ein Geschenk der Familie Bredow aus dem Jahr 1648. Er zeigt Jesus Christus vor dem Berg Golgatha. Im Hintergrund ist die Stadt Jerusalem zu sehen. Der Gesamteindruck erinnert an eine verkleinerte Darstellung eines Altars aus dem Merseburger Dom. Die Kanzel stammt aus dem Jahr 1679 und zeigt in Öl gemalte Bilder der vier Evangelisten. Drei der Gemälde tragen jeweils eine Unterschrift: Matthäus: „Lasset das Wort Christi reichlich unter euch wohnen“ und Markus: „Selig sind die, die Gottes Wort hören und bewahren“ sowie Lukas: „Das Wort unseres Gottes bleibet ewiglich“. Der Evangelist Johannes wurde später hinzugefügt und trägt keine Unterschrift. Die Kanzel steht auf einem Pfeiler, der mit Ranken und den Wappen derer von Bröseke und derer von Bredow verziert sind. Der Opferstock stammt aus dem 16. Jahrhundert. Weiterhin ist in der Kirche ein Gemälde mit dem Titel „Das Gleichnis vom barmherzigen Samariter“ aus den 1930er Jahren zu sehen. Es ist ein Geschenk des Malers Herbert Ortel an den damaligen Pfarrer der Kirche, Heinrich Vogel. Ein Kelch und die Patene befinden sich im Märkischen Museum in Berlin.

## Orgel
Die Orgel bauten Adam Eifert aus Stadtilm im Jahr 1895 für 2015 Mark ein. Die Abnahme fand am 20. Mai 1895 im Beisein des Kantors und Organisten Kühnast aus Luckenwalde statt. Sie verfügt über zehn Register auf zwei Manualen und einem Pedal sowie über zwei Nebenzüge.
| I Hauptwerk C– |                |       |
| 1.             | Prinzipal      | 8′    |
| 2.             | Gedakt         | 8′    |
| 3.             | Viola di Gamba | 8′    |
| 4.             | Oktave         | 4′    |
| 5.             | Quinte         | 2 ⁄3′ |
| 6.             | Oktave         | 2′    |

| II Oberwerk C– |              |    |
| 7.             | Salicional   | 8′ |
| 8.             | Flauto Dolce | 4′ |

| Pedal C– |         |     |
| 9.       | Subbass | 16′ |
| 10.      | Cello   | 8′  |

- Koppeln: II/I, I/P
- Nebenzüge: Kalkantenzug, Windablass

1917 musste die Kirchengemeinde die vorderen Prospektpfeifen im Zuge des Ersten Weltkrieges abgeben. Die Öffnung wurde mit einer einfachen Lattung verschlossen. In den 1960er Jahren verschlechtere sich der Zustand des Instrumentes auf Grund fehlender Wartungsarbeiten und konnte daher ab Anfang der 1970er Jahre nicht mehr benutzt werden. Nach der Wende erfolgte auf Bestreben des Pfarrers Schneider für 60.000 Mark eine umfassende Sanierung des Instrumentes. Dabei entfernten Orgelbauer auch die Verlattung und stellten den ursprünglichen Zustand wieder her. Die Wiedereinweihung fand am 28. August 1994 durch den Kantor Lohmann aus Berlin statt.